# آروابویر
آروابویر (به ارمنی: Արևաբույր) یک شهر در ارمنستان است که در استان آرارات واقع شده‌است. آروابویر در  کیلومتری شمال آرتاشات، مرکز استان آرارات واقع شده است.

## خصوصیات
آروابویر ۱٬۱۳۱ نفر جمعیت دارد و در ارتفاع  متر بالاتر از سطح دریا قرار گرفته است.